# Amina Dilbazi
Amina Dilbazi (en azerí: Əminə Dilbazi; Qazax, 26 de diciembre de 1919 - Bakú, 30 de abril de 2010) fue una bailarina, coreógrafa y actriz de Azerbaiyán. Fue considerada Artista del Pueblo de la RSS de Azerbaiyán en 1959.

## Biografía
Empezó su carrera como bailarina en 1935. Desde 1936 hasta 1939 fue solista de la Filarmónica Estatal de Azerbaiyán. En 1957 fue galardonado con una medalla de oro en el VI Festival Mundial de la Juventud y los Estudiantes en Moscú. En 1959 comenzó a dirigir el grupo de baile “Chinar”. En 1967 creó el grupo de baile “Sevinc”. En 1959 Amina Dilbazi recibió el título “Artista del Pueblo de la RSS de Azerbaiyán”.
Amina Dilbazi murió el 30 de abril de 2010 en Bakú y fue enterrado en el Callejón de Honor.

## Filmografía
- 1956 – “No eso, entonces esto”
- 1962 – “Concierto de otoño”
- 1964 – “Ulduz”
- 1965 – “Arshin mal alan”
- 1991 – “Qezelkhan”
- 1992 – “Prima”

## Premios y títulos
- Orden de la Insignia de Honor
- Orden de la Amistad de los Pueblos
- Artista de Honor de la RSS de Azerbaiyán (1954)
- Artista del Pueblo de la RSS de Azerbaiyán (1959)
- Orden Istiglal (1999)